# Heòrhiïvka
|  | Per a altres significats, vegeu «Gueórguievka». |

Heòrhiïvka (en ucraïnès: Георгіївка) és un poble de la República Autònoma de Crimea, a Ucraïna, que el 2014 no tenia cap habitant. Pertany al districte rural de Sovetski.